# Санборн (округ)
Округ Санборн (англ. Sanborn County) располагается в штате Южная Дакота, США. Официально образован в 1883 году. По состоянию на 2010 год, численность населения составляла 2 355 человек.

## География
По данным Бюро переписи США, общая площадь округа равняется 1477 км2, из которых 1474 км2 суша и 3 км2 или 0,21 % это водоёмы.

## Население
По данным переписи населения 2000 года в округе проживает 2 675 жителей в составе 1 043 домашних хозяйств и 732 семей. Плотность населения составляет 2,00 человека на км2. На территории округа насчитывается 1 220 жилых строений, при плотности застройки около 1,00-го строения на км2. Расовый состав населения: белые — 98,88 %, афроамериканцы — 0,04 %, коренные американцы (индейцы) — 0,30 %, азиаты — 0,37 %, гавайцы — 0,04 %, представители других рас — 0,11 %, представители двух или более рас — 0,26 %. Испаноязычные составляли 1,01 % населения независимо от расы.
В составе 30,30 % из общего числа домашних хозяйств проживают дети в возрасте до 18 лет, 61,50 % домашних хозяйств представляют собой супружеские пары проживающие вместе, 4,90 % домашних хозяйств представляют собой одиноких женщин без супруга, 29,80 % домашних хозяйств не имеют отношения к семьям, 25,40 % домашних хозяйств состоят из одного человека, 12,70 % домашних хозяйств состоят из престарелых (65 лет и старше), проживающих в одиночестве. Средний размер домашнего хозяйства составляет 2,53 человека, и средний размер семьи 3,07 человека.
Возрастной состав округа: 25,70 % моложе 18 лет, 7,70 % от 18 до 24, 23,70 % от 25 до 44, 23,40 % от 45 до 64 и 23,40 % от 65 и старше. Средний возраст жителя округа 41 лет. На каждые 100 женщин приходится 107,20 мужчин. На каждые 100 женщин старше 18 лет приходится 104,70 мужчин.
Средний доход на домохозяйство в округе составлял 33 375 USD, на семью — 38 256 USD. Среднестатистический заработок мужчины был 25 951 USD против 18 482 USD для женщины. Доход на душу населения составлял 18 301 USD. Около 11,00 % семей и 14,90 % общего населения находились ниже черты бедности, в том числе — 22,10 % молодежи (тех, кому ещё не исполнилось 18 лет) и 14,30 % тех, кому было уже больше 65 лет.